# Souleiman Miyir Ali
Souleiman Miyir Ali, född 1961, är en djiboutisk politiker och medlem av Panafrikanska parlamentet från Djibouti.
Ali, som är medlem av Rassemblement populaire pour le progrès (RPP), valdes först in i nationalförsamlingen i parlamentsvalet i december 1997 som den 10:e kandidaten på den gemensamma kandidatlistan för RPP och Front for the Restoration of Unity and Demokracy (FRUD) i Djiboutiregionen. Han omvaldes i parlamentsvalet i januari 2003 som den 12:e kandidaten på kandidatlistan för Union for a Presidential Majority (UMP) i regionen Djibouti.
Den 10 mars 2004 valdes Ali av nationalförsamlingen till att bli en av Djiboutis första fem medlemmar av det panafrikanska parlamentet. I nationalförsamlingen var han ordförande för kommissionen för lagstiftning och allmän administration under samma mandatperiod.